# DECIDE (キリトの曲)
「DECIDE」（ディサイド）は、日本のミュージシャン、キリトの3枚目のシングルである。2007年3月28日発売。発売元はavex trax。

## 概要
- 通常盤と初回受注限定生産盤の2種リリースで、初回盤には「DECIDE」のPVが収録されたDVD付き。

## 収録曲

### CD
1. DECIDE(4:54)
作詞・作曲：KIRITO、編曲：CMJK
2. PAST(4:20) 
作詞・作曲：KIRITO、編曲：藤井麻輝
3. カンナビス(3:50) 
作詞・作曲：KIRITO、編曲：藤井麻輝
4. Sea(4:29) 
作詞・作曲：KIRITO、編曲：藤井麻輝

### DVD
1. DECIDE [PV]

## 収録アルバム
- オリジナル『Negative』（2007年8月22日）